# ホームズ郡 (フロリダ州)
ホームズ郡（ホームズぐん、英: Holmes County）は、アメリカ合衆国フロリダ州の西部に位置する郡である。2010年国勢調査での人口は19,927人であり、2000年の18,564人から7.3%増加した。郡庁所在地はボニフェイ市（人口2,793人）であり、同郡で人口最大の都市でもある。

## 歴史
ホームズ郡は1848年に設立された。
郡名の由来については諸説ある。郡設立以前に郡の東側境界を流れるクリークにホームズと名付けられていたが、もともとはウィーケイウィハチー（クリーク族の言葉で「泉のクリーク」を意味する）という名前があった。別の説では、1830年頃にノースカロライナ州からこの地域に入植したトマス・J・ホームズに因むとしている。また1814年以後にクリーク族のレッドスティック・バンドと共にこの地域に入った混血のインディアン酋長ホームズに因むとする説もある。第一次セミノール戦争の1818年、アンドリュー・ジャクソンが派遣した襲撃隊によって、ホームズは殺された。
ホームズ郡の郡庁所在地は過去3回変更された。初代はヒューエッツブラフ（ベアペンと改名）、続いてセロゴルド、ウェストビルと移り、最後は1905年から現在に続くボニフェイとなった。

### 歴史的な場所
- キースのキャビン、ピットマン
- ウェイツ邸宅、ボニフェイ市

## 地理
アメリカ合衆国国勢調査局に拠れば、郡域全面積は488.71平方マイル (1,265.8 km2)であり、このうち陸地482.45平方マイル (1,249.5 km2)、水域は6.26平方マイル (16.2 km2)で水域率は1.28%である。

### 隣接する郡
- ジェニーバ郡 (アラバマ州) - 北
- ジャクソン郡 - 東
- ワシントン郡 - 南
- ウォルトン郡 - 西

## 政治
| 年     | 共和党 | 民主党 | その他 |
| ------ | ------ | ------ | ------ |
| 2012年 | 84.6%  | 14.1%  | 1.3%   |
| 2008年 | 81.6%  | 16.8%  | 1.6%   |
| 2004年 | 77.3%  | 21.8%  | 0.9%   |
| 2000年 | 67.8%  | 29.4%  | 2.8%   |

## 人口動態
以下は2000年の国勢調査による人口統計データである。
| 基礎データ - 人口: 18,564人 - 世帯数: 6,921 世帯 - 家族数: 4,893 家族 - 人口密度: 15人/km2（38人/mi2） - 住居数: 7,998軒 - 住居密度: 6軒/km2（17軒/mi2） 人種別人口構成 - 白人: 89.79% - アフリカン・アメリカン: 6.51% - ネイティブ・アメリカン: 1.01% - アジア人: 0.39% - 太平洋諸島系: 0.03% - その他の人種: 0.79% - 混血: 1.48% - ヒスパニック・ラテン系: 1.93% | 年齢別人口構成 - 18歳未満: 23.1% - 18-24歳: 8.8% - 25-44歳: 29.3% - 45-64歳: 24.0% - 65歳以上: 14.8% - 年齢の中央値: 38歳 - 性比（女性100人あたり男性の人口） - 総人口: 112.9 - 18歳以上: 113.6 世帯と家族（対世帯数） - 18歳未満の子供がいる: 30.9% - 結婚・同居している夫婦: 55.6% - 未婚・離婚・死別女性が世帯主: 10.8% - 非家族世帯: 29.3% - 単身世帯: 26.1% - 65歳以上の老人1人暮らし: 12.4% - 平均構成人数 - 世帯: 2.43人 - 家族: 2.92人 | 収入と家計 - 収入の中央値 - 世帯: 27,923米ドル - 家族: 34,286米ドル - 性別 - 男性: 25,982米ドル - 女性: 19,991米ドル - 人口1人あたり収入: 14,135米ドル - 貧困線以下 - 対人口: 19.1% - 対家族数: 15.4% - 18歳未満: 25.7% - 65歳以上: 17.9% |

## 3人種の混血
一般に「ドミニッカー」と呼ばれる多くの人種間混血民（白人、黒人、ユチ族インディアンの混血）が、南北戦争後から20世紀に入るまで、ポンスデレオン付近の田園部に住んでおり、独自の教会や公立小学校があった。白人や黒人とは別の民族と見なされていたが、多くのドミニッカーが地元白人家庭と婚姻を結んだので、その境目は曖昧になった。その子孫の幾らかは今でもこの地域に住んでいる。1950年の国勢調査では郡内にこの集団に属する者が60人とされていた。その出自についてはほとんど不明であり、記録も少ない。

## 都市と町

### 法人化自治体
- ボニフェイ市 - 郡庁所在地
- エスト町
- ノマ町
- ポンセデレオン町
- ウェストビル町

### 未編入の町
- ベツレヘム
- プロスペリティ
- グリットニー
- セロゴルド
- ピットマン

## メディア
- 「ホームズ・カウンティ・アドバタイザー」[9]。同紙を所有していたフリーダム・コミュニケーションズは破産を申請した。現在地元所有の新聞社は無い。

### 政府関連
- Holmes County Board of County Commissioners
- Holmes County Supervisor of Elections
- Holmes County Property Appraiser
- Holmes County Sheriff's Office
- Holmes County Tax Collector

### 特殊地区
- Holmes District School Board
- Northwest Florida Water Management District

### 司法関連
- Holmes County Clerk of Courts
- Circuit and County Court for the 14th Judicial Circuit of Florida serving Bay, Calhoun, Gulf, Holmes, Jackson and Washington counties

### 観光
- Holmes County Online and Chamber of Commerce

座標: 北緯30度52分 西経85度49分 / 北緯30.87度 西経85.81度